# Antihemofilni globulin
Antihemofilni globulin, faktor VIII ali antihemofilni faktor je plazemski globulin, ki kot koagulacijski faktor (dejavnik strjevanja krvi) intrinzične poti v prisotnosti trombocitnega faktorja in kalcijevih ionov tvori kompleks s faktorjem IXa, ta pa aktivira Stuartov faktor (faktor X) v faktor Xa. Pomanjkanje antihemofilnega globulina povzroči hemofilijo A, ki je recesivna dedna bolezen, vezana na kromosom X. Pri človeku nosi zapis za antihemofilni globulin gen F8.

## Genetika
Gen za antihemofilni globulin se nahaja na koncu dolge ročice kromosoma X, na položaju Xq28. V dolžino meri 186 kb in je sestavljen iz 26 eksonov, ki nosijo zapis za 9000 bp dolgo mRNK. Le-ta se prevede v 2351 aminokislin dolg polipeptid. Posebnost gena za antihemofilni globulin je zaporedje za dodatni manjši gen, ki se imenuje gen A (F8A, int22h-1) in se nahaja v intronu 22. Dodatni kopiji tega gena (F8A,int22h-2 in int22h-3) sta zapisani na telomernem koncu kromosoma X in sta od gena za antihemofilni globulin oddaljeni 500 kb. Vloga gena F8A še ni pojasnjena, vendar je gen F8A vpleten v pogoste inverzijske mutacije pri bolnikih s težko obliko hemofilije A.
Transkript gena za antihemofilni globulin zapisuje dve alternativni spojitveni različici. Prva spojitvena različica zapisuje velik glikoprotein, izoobliko a, ki kroži po plazmi in se združuje s Willebrandovim faktorjem v nekovalentno vezan kompleks. Na tej beljakovini pride nato do številnih cepitev. Druga spojitvena različica pa domnevno zapisuje majhno beljakovino, izoobliko b, ki sestoji predvsem iz domene faktorja VIIc, ki nase veže fosfolipid. Ta vezavna domena je bistvena za koagulacijsko aktivnost.

## Fiziologija
Antihemofilni globulin je glikoprotein. Sintetizira in v krvni obtok ga sproščajo endotelijske celice žilja, glomerulov in tubulovter  sinusoidne celice v jetrih, vendar primarno mesto nastajanja še vedno ni enoumno določeno. V krvnem obtoku se večinoma nahaja v obliki, vezani na Willebrandov faktor (vWF), s katerim tvori obstojen kompleks. Po aktivaciji s trombinom pride do disociacije kompleksa in antihemofilni globulin interagira s faktorjem IXa, pri katerem predstavlja kofaktor za aktivacijo Stuartovega faktorja (faktor X). Slednji pa nato s svojim kofaktorjem, faktorjem Va, aktivira še več trombina. Trombin cepi fibrinogen na fibrin, ki polimerizira in se prečno poveže s pomočjo faktorja XIII, da nastane krvni strdek.
Aktivirani antihemofilni globulin, ki ni več vezan na vWF, se proteolitično inaktivira s pomočjo aktivirane beljakovine C in faktorja IXa ter hitro izčisti iz krvnega obtoka.
Ravni antihemofilnega globulina pri jetrnih obolenjih niso zmanjšane; po navadi so celo povišane.

## Terapevtska uporaba
Koncentrat faktorja VIII, pridobljen iz krvne plazme darovalcev, in rekombinantni antihemofilni globulin se uporabljata pri hemofilikih za ohranjenja normalne hemostaze. Pred uvedbo ustreznih prečiščevalnih postopkov je pri dajanju pripravkov iz krvne plazme hemofilikom pogosto prihajalo do prenosa bolezni, kot so hepatitis B in C ter HIV.
Težavo predstavlja bolnikom, ki prejemajo antihemofilni globulin, tudi pojav protiteles proti njemu.